# 森特維爾 (密蘇里州)
森特維爾（英語：Centerville）是位於美國密蘇里州雷諾茲縣的城市。同時該地也是雷諾茲縣的縣治。

## 人口
根據2020年美國人口普查的數據，森特維爾的面積為0.84平方千米，當中陸地面積為0.83平方千米，而水域面積為0.01平方千米。當地共有人口167人，而人口密度為每平方千米199人。